# Ferrovia Oslo-Bergen

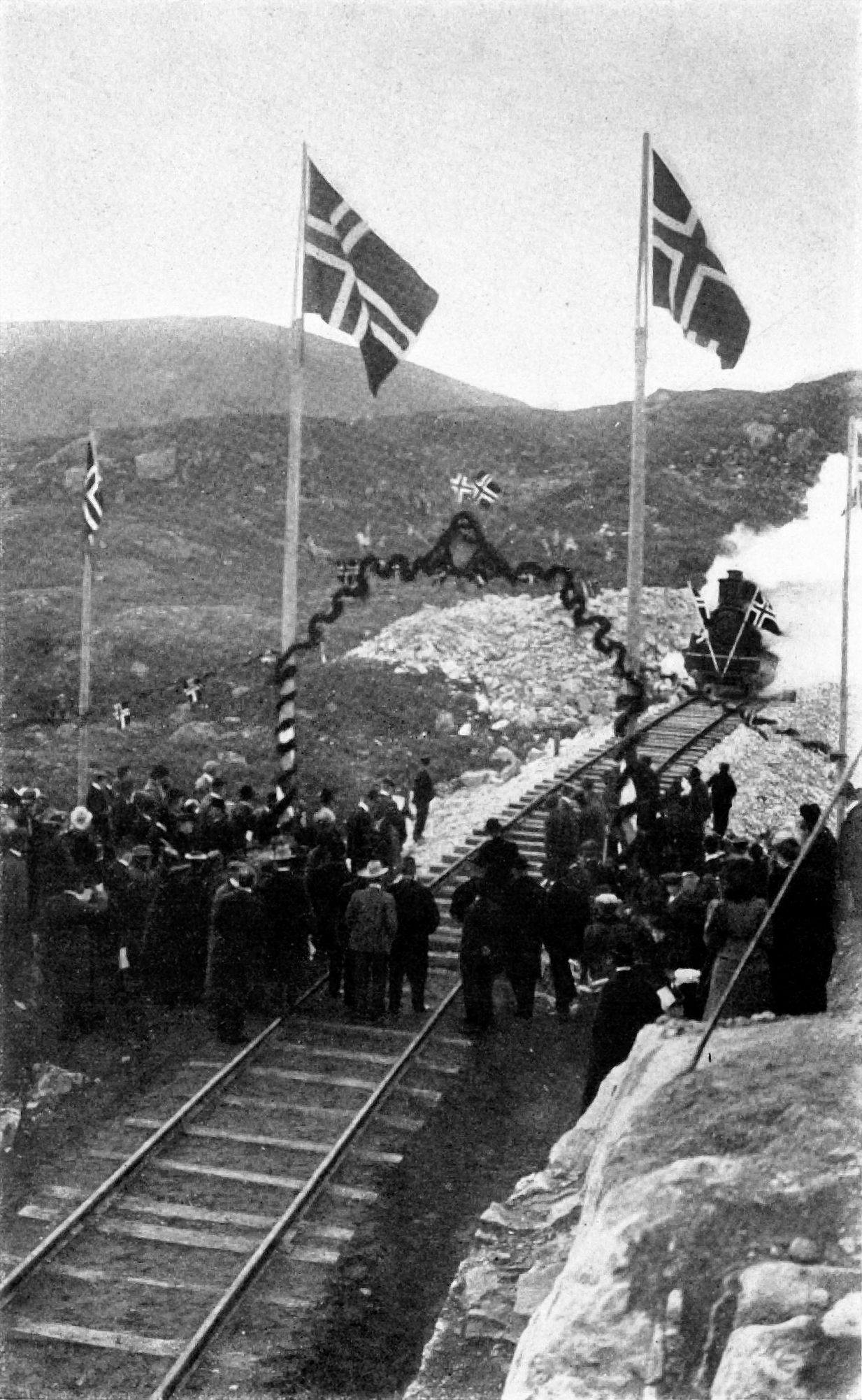
Cerimonia in occasione del completamento di una parte della linea (1907)

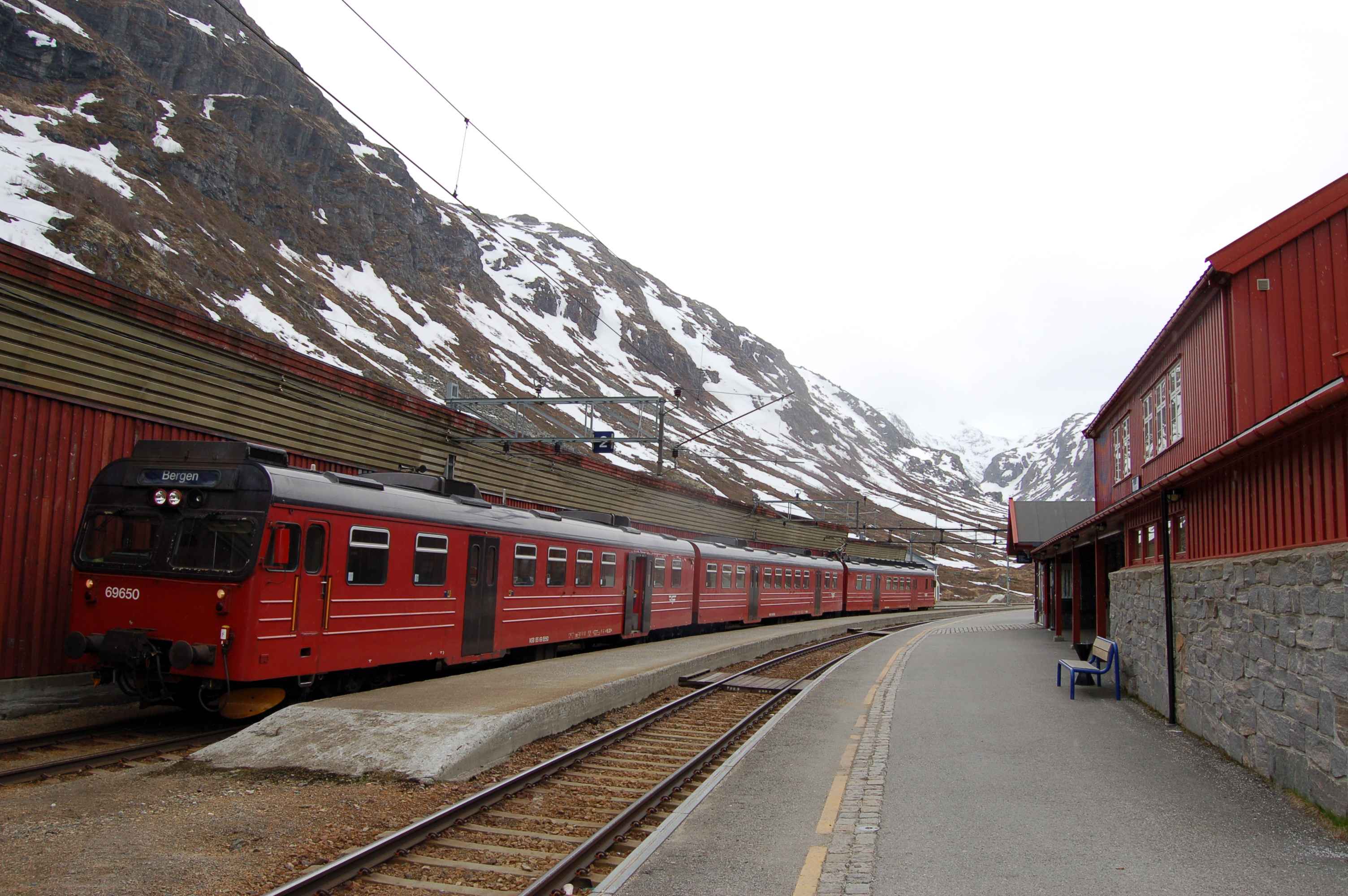
Elettrotreno Tipo 69 a Myrdal

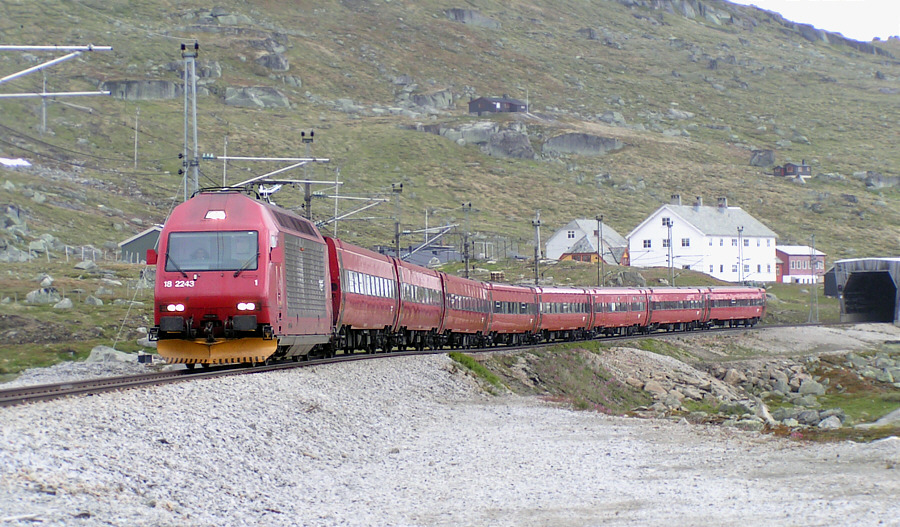
Locomotiva tipo 18 al traino di un intercity nei pressi del tunnel di Finse

La ferrovia Oslo-Bergen (in norvegese Bergensbana) è una linea ferroviaria principale della Norvegia, a scartamento normale, binario unico ed elettrificata, che collega la capitale dello stato Oslo alla città di Bergen.
A motivo del suo percorso spettacolare è considerata come una delle ferrovie più belle del mondo da molti appassionati delle ferrovie. La linea raggiunge il suo punto più alto, a 1237 m sul livello del mare, nei pressi della stazione di Finse.
Nella stazione intermedia di Myrdal vi confluisce la Flåmsbana, una ferrovia di 22 km circa che costituisce una delle attrazioni turistiche più grandi della Norvegia e la mette in collegamento con Flåm nel fiordo di Aurland.

## Storia
Dopo la proclamazione dell'indipendenza della Norvegia dalla Svezia, venne concepito un progetto per costruire un collegamento ferroviario tra le due maggiori città norvegesi.
Le prime proposte risalivano al 1870 ed era stata costruita una linea a scartamento ridotto tra Bergen e Voss nel 1883. Solo nel 1894 era stata autorizzata anche la sezione da Voss a Finse.
La costruzione era peraltro molto difficile; partendo dal mare doveva addentrarsi in una regione senza strade e con un clima rigidissimo e con temperature sotto lo zero. Le gallerie e gli scavi incontravano spesso solide rocce che rendevano ancora più lento il procedere dei lavori.
Il tratto da Voss a Myrdal fu aperto nel 1906 e tutto il percorso, dopo aver convertita a scartamento normale anche la Bergen-Voss, dal 27 novembre 1909 fu aperto al traffico passeggeri con trazione a vapore.
Nel 1957 le locomotiva a vapore vennero sostituite da locomotive diesel. Alcuni anni dopo iniziarono i lavori per l'elettrificazione della linea che dal 1964 fu completamente esercita a trazione elettrica a corrente alternata monofase a 15 kV, 16,7 Hz.

## Stazioni
|  | Stazione       | Altezza m s.l.m. | Distanza da Oslo (km) | Distanza da Bergen (km) |
|  | -------------- | ---------------- | --------------------- | ----------------------- |
|  | Oslo           | 2                | 0                     | 493                     |
|  | Asker          | 104              | 24                    | 469                     |
|  | Drammen        | 2                | 41                    | 452                     |
|  | Hokksund       | 8                | 58                    | 435                     |
|  | Vikersund      | 67               | 84                    | 409                     |
|  | Hønefoss       | 96               | 112                   | 381                     |
|  | Flå            | 155              | 174                   | 319                     |
|  | Nesbyen        | 168              | 208                   | 285                     |
|  | Gol (Norvegia) | 207              | 225                   | 268                     |
|  | Ål             | 436              | 250                   | 243                     |
|  | Geilo          | 794              | 275                   | 218                     |
|  | Ustaoset       | 990              | 286                   | 207                     |
|  | Haugastøl      | 988              | 297                   | 196                     |
|  | Finse          | 1222             | 324                   | 169                     |
|  | Hallingskeid   | 1110             | 345                   | 148                     |
|  | Myrdal         | 867              | 358                   | 135                     |
|  | Upsete         | 850              | 364                   | 129                     |
|  | Mjølfjell      | 627              | 376                   | 117                     |
|  | Voss           | 57               | 407                   | 86                      |
|  | Dale           | 43               | 447                   | 46                      |
|  | Arna           | 8                | 483                   | 10                      |
|  | Bergen         | 2                | 493                   | 0                       |